# День Свободи

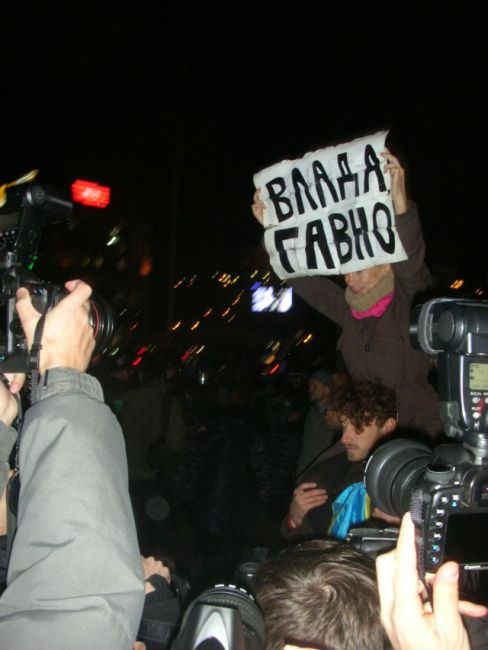
Святкування Дня Свободи на майдані Незалежності у Києві, 2011 рік

День Свобо́ди — свято України, яке відзначали з 2005 року на честь річниці початку Помаранчевої революції. Припадало на 22 листопада, перший день Помаранчевої революції. Традиційним місцем святкування був Майдан Незалежності в Києві.
Офіційний статус свято отримало в 2005 році. З 2011 року відзначення свята на рівні влади скасовано. 2014 року свято фактично замінене на День Гідності та Свободи, що відзначається 21 листопада.

## Встановлення офіційного відзначення
Свято встановлено в Україні «…з метою утвердження в Україні ідеалів свободи і демократії, виховання у громадян почуття національної гідності, враховуючи історичне значення революційних подій осені 2004 року, які засвідчили волелюбність Українського народу, його прагнення до свободи і демократичних цінностей, та на підтримку ініціатив громадськості…» згідно з Указом Президента України «Про День Свободи» від 19 листопада 2005 р. № 1619/2005.

## Офіційне скасування
30 грудня 2011 року Президент України Віктор Янукович указом № 1209/2011 скасував День Свободи. Цим самим указом він скасував День Соборності 22 січня і встановив нове свято — День Соборності та Свободи України. Рішення президента викликало неоднозначну реакцію в парламенті. За даними тижневика «Дзеркало тижня», приводом для скасування Дня свободи стало те, що президент В. Янукович не знав, як себе поводити у цей день на офіційному рівні.

## Судовий процес з приводу скасування відзначення Дня Свободи на офіційному рівні
У січні 2012 року до Вищого адміністративного суду України з позовом проти президента Януковича звернулася голова рівненської обласної організації Української народної партії Світлана Ніколіна. Вона стверджує, що ухваливши рішення про скасування Дня Свободи, президент вийшов за межі своїх повноважень. За словами Світлани Ніколіної, «така підстава є формальною. Справжньою причиною є обурення людей, які відстоювали демократичні свободи на Майдані часів Помаранчевої революції».
15 лютого 2012 року відбулося перше відкрите судове засідання у справі. Через відсутність відповідача, його представників і внесення коректив до підставової частини позову, суд ухвалив рішення перенести розгляд справи на 7 березня 2012 року.

## Відновлення свята
13 листопада 2014 року Президент України Петро Порошенко запровадив нове свято під офіційною назвою «День Гідності та Свободи». Як ідеться в указі Президента, він установив відзначати його щороку 21 листопада «з метою утвердження в Україні ідеалів свободи і демократії, збереження та донесення до сучасного і майбутніх поколінь об'єктивної інформації про доленосні події в Україні початку XXI століття, а також віддання належної шани патріотизму й мужності громадян, які восени 2004 року та у листопаді 2013 року — лютому 2014 року постали на захист демократичних цінностей, прав і свобод людини і громадянина, національних інтересів нашої держави та її європейського вибору».

## Інтернет-ресурси
- Указ Президента України «Про День Свободи» від 19.11.2005 № 1619/2005
- Указ № 1619/2005 Президента України «Про День Свободи» [Архівовано 25 листопада 2011 у Wayback Machine.]
- Указ Президента України № 1209/2011 «Про відзначення в Україні деяких пам'ятних дат та професійних свят»